# 深圳市第一职业技术学校
深圳市第一职业技术学校是中華人民共和國廣東省深圳市的一所公辦職業高中。創辦於1983年，2008年11月更爲現名。學校現在有福田、坪山兩個校區。

## 学校地址
- 本部（福田）校区：福田区福中路13号
- 坪山校区：坪山区坪山大道6346号